# ロバート・ヘレニウス
ロバート・ヘレニウス（Robert Helenius、男性、1984年1月2日 - ）は、フィンランドのプロボクサー。スウェーデンのストックホルム出身。

## 来歴

### アマチュア時代
2001年、サラエボで行われたヨーロッパジュニア選手権で銅メダルを獲得。
2004年、アテネオリンピック予選に出場するが1回戦で敗退。
2005年、中華人民共和国の綿陽市で開催された2005年世界ボクシング選手権大会にスーパーヘビー級(91kg超)で出場。1回戦でデビット・プライスを破るも、2回戦でルスタム・サイドブに敗れた
。
2006年、ブルガリアプロヴディフで開催されたヨーロッパアマチュアボクシング選手権にスーパーヘビー級(91kg超)で出場。初戦から準決勝まですべてTKO勝利で勝ち上がるが、決勝でイスラム・ティムリジエブに敗れ銀メダルを獲得。
アマチュアのプロリーグで戦っていた時にドイツのボクシングプロモーターザウアーラント・イベントと契約を交わした。
2008年北京オリンピックヨーロッパ予選にスーパーヘビー級(91kg超)で出場するが敗退した。
アマチュア時代の戦績は144戦105勝51勝がKO勝利38敗1分。

### プロ時代
2008年5月17日、ドイツのバイロイトのオバーフランケンハーレでデビューをしたヘレニウスは初回TKO勝ち。
2010年8月21日、ドイツのエアフルトのメッセハーレでEBUヨーロッパ連合ヘビー級王座決定戦をグレゴリー・トニーと行い、3回、4回、5回と6回の計4度のダウンを奪い6回39秒TKO勝ちで王座獲得に成功した。
2010年11月27日、フィンランドのヘルシンキのハートウォールアリーナでアッティラ・レビンと対戦し、2回1分20秒TKO勝ちでEBU王座初防衛とWBOインターコンチネンタルヘビー級王座獲得に成功した。
2011年4月2日、ドイツのハレのゲリー・ウェバー・シュタディオンで元WBC世界ヘビー級王者サミュエル・ピーターとWBOインターコンチネンタルヘビー級王座と空位のWBAインターコンチネンタルヘビー級王座を賭け対戦し、9回1分50秒KO勝ちを収めWBOインターコンチネンタル王座の初防衛に成功、WBAインターコンチネンタル王座の獲得にも成功した。
2011年8月27日、ドイツのエアフルトで元WBO世界ヘビー級王者セルゲイ・リャコビッチと対戦し、8回にダウンを奪い、9回19秒TKO勝ちでWBAインターコンチネンタル王座の初防衛に成功、WBOインターコンチネンタル王座の2度目の防衛にも成功した。この勝利でWBO世界ヘビー級1位、WBA世界ヘビー級3位へ浮上した。
2011年12月3日、フィンランドのヘルシンキのハートウォールアリーナでデレック・チゾラとWBAインターコンチネンタルヘビー級王座、WBOインターコンチネンタルヘビー級王座並びに空位のEBUヘビー級王座を賭け対戦し、12回2-1(115-113、115-113、113-115)の判定勝ちを収めWBAインターコンチネンタル王座は2度目、WBOインターコンチネンタル王座は3度目の防衛に成功、EBU王座の獲得に成功した。しかしこの判定は大きな物議を醸し批判を集めた。アメリカ向けの解説席に座っていたフレディ・ローチは本当に酷い判定であると批判
、リングマガジンは試合の数日後に発表した独自のヘビー級ランキングで、判定は不当なものでジャッジからの贈り物であるとして試合に勝利したにもかかわらずヘレニウスのランキングを下げて発表した。ヘレニウスは試合後に、試合6週間前のジョギング中に転倒し右肩を損傷していたことを明かし、右拳の骨折も見つかった。
2012年3月31日、試合予定だったが右肩の回復が思わしくなかったことで、手術を受けるため試合をキャンセルした。
2012年11月10日、1年ぶりの復帰戦、ヘルシンキのヘルシンキ・アイス・ホールでシャーマン・ウィリアムスと対戦し、10回3-0（99-91、99-93、98-93）の判定勝ちを収めた。
2013年3月23日、ドイツのマクデブルクでマイケル・スプロットと対戦し、10回3-0（97-93、97-93、98-93）の判定勝ちを収めた。しかしヘレニウスは試合中に右手首を骨折した。
2014年5月3日、ヴィルフリート・ザウアーラントのザウアーラント・イベントとの対立と自身の怪我のため試合を行うことができなかったが、約1年ぶりの復帰戦をドイツで行う予定であった、しかし理由不明ながら中止となった。
2015年3月18日、ヘレニウスが復帰戦を発表するが、これに対しザウアーランド・イベントは法的措置を取り、裁判所もヘレニウスはザウアーラント・イベントの契約下にあるとザウアーラント支持の判断を下した。
2015年3月21日、タリンのトンディラバ・アイスホールでアンドラス・チョモルと対戦し、初回1分2秒KO勝ちを収めた。
2016年4月2日、ヘルシンキでWBC世界ヘビー級13位のヨハン・デュオパとWBCヘビー級シルバー王座決定戦で対戦し、4回と6回にダウンを奪われ、プロ初黒星となる6回KO負けを喫した。
2017年10月28日、イギリスのカーディフのプリンシパリティ・スタジアムでディリアン・ホワイトと対戦し、12回0-3（109-119、109-119、118-110）の判定負けを喫した。
2020年3月7日、アメリカのバークレイズ・センターでアダム・コフナツキとWBA世界ヘビー級挑戦者決定戦を行い、4回TKO勝ちを収めた。
2021年10月9日、ラスベガスのT-モバイル・アリーナに舞台を変えて1年7か月ぶりにアダム・コフナツキと再戦し、6回TKO勝ちを収め返り討ちにした。
2022年10月15日、アメリカのバークレイズ・センターでデオンテイ・ワイルダーとWBC世界ヘビー級挑戦者決定戦を行い、へレニウスがプレッシャーをかけ、コーナーに追い詰めた所でカウンターでワイルダーの軽く見えた右の一撃を顔面に受けダウン。初回2分57秒KO負けを喫した。
2023年8月12日、ヘレニウスは1週間前にフィンランドで試合を行ったばかりだったが、ドーピング検査で禁止薬物の陽性反応が検出され試合に出場できなくなったディリアン・ホワイトの代役として、イギリスのO2アリーナでアンソニー・ジョシュアと対戦し、7回1分27秒KO負けを喫した。
2023年8月25日、VADAによってアンソニー・ジョシュアとの試合前日に行われていたドーピング検査で、ヘレニウスから禁止薬物の陽性反応が検出されたことが発表された。
2024年7月19日、英国アンチ・ドーピング機構（UKAD）及びフィンランドプロボクシング連盟から禁止薬物クロミフェンの陽性反応が検出されたドーピング違反により、2年間の出場停止処分を受けた。

## 獲得タイトル
- EBUヨーロッパ連合ヘビー級王座
- WBOインターコンチネンタルヘビー級王座
- WBAインターコンチネンタルヘビー級王座
- WBA世界ヘビー級ゴールド王座